# Lars Montag

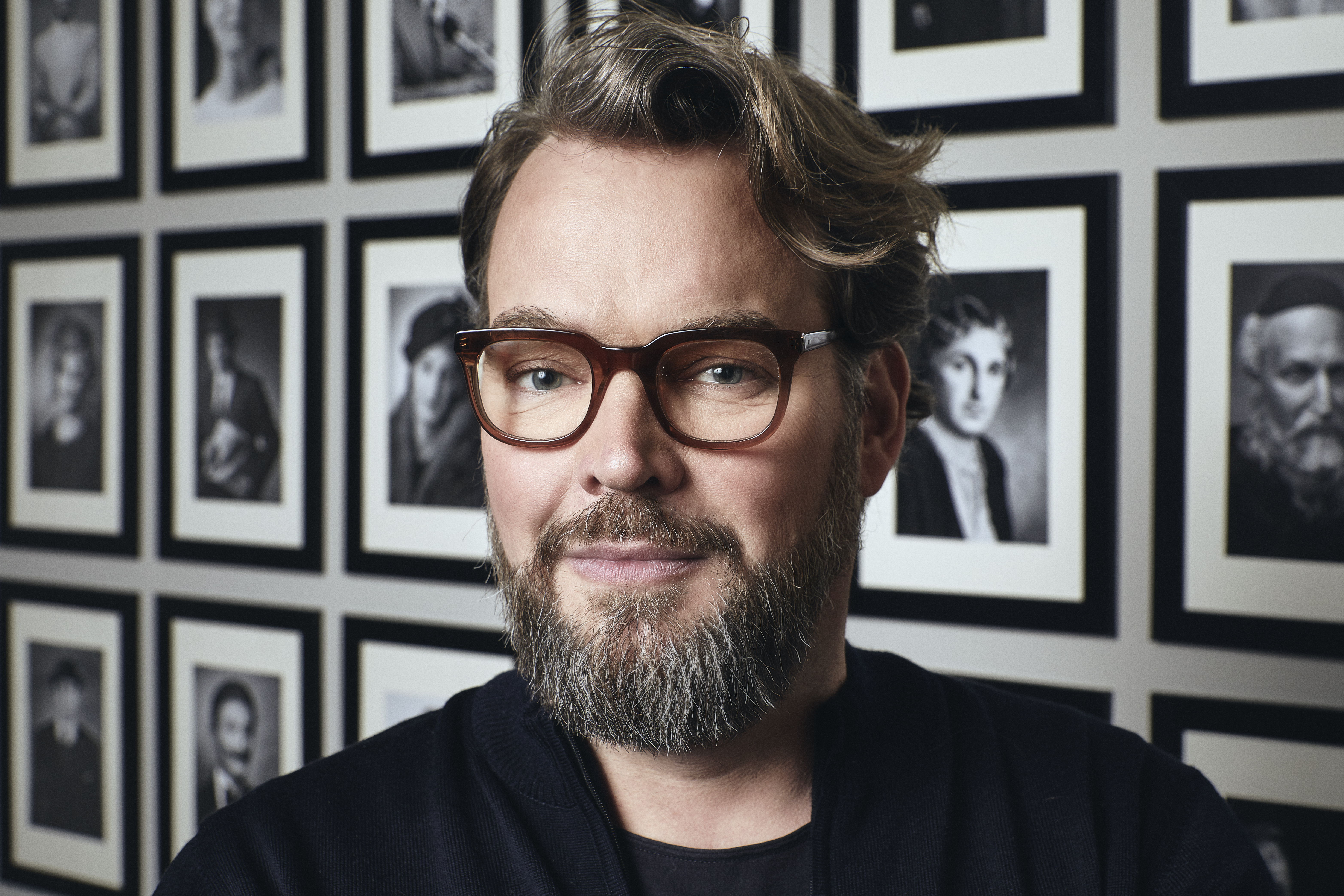
Lars Montag, 2019

Lars Montag (* 23. April 1971 in Bünde) ist ein deutscher Film- und Theaterregisseur.

## Leben
Nach seinem Abitur (1990) am Freiherr-vom-Stein-Gymnasium in Bünde arbeitete Montag bei einer Bielefelder Werbeagentur. Anschließend absolvierte er von 1990 bis 1992 seine Ausbildung an der Schule für Rundfunktechnik in Nürnberg, war von 1992 bis 1994 Kameraassistent beim WDR in Köln, studierte von 1994 bis 1998 an der Kunsthochschule für Medien Köln und schloss sein Studium mit Diplom ab.
Für seinen elfminütigen Kurzspielfilm Lenas Land (1999) bekam er beim Internationalen Festival der Filmhochschulen in München den Filmhochschulpreis in Silber. Seither führte er Regie bei etlichen Spielfilmen und schrieb mehrere Drehbücher.
Im Jahr 2001 inszenierte Montag an den Bühnen der Stadt Köln Ulrich Hubs Theaterstück Blaupause, über dessen Premiere die ARD-Tagesthemen ausführlich berichteten. Madame Mellville war die zweite Theaterarbeit von Lars Montag. Die Uraufführung des Stückes fand am 15. Januar 2003 in Österreich statt, bevor die Produktion auf Tournee durch Deutschland und die Schweiz ging.
Für das Drehbuch zum Tatort Kassensturz wurde Montag (zusammen mit Stephan Falk) in der Kategorie „Bestes Buch“ für den Deutschen Fernsehpreis 2009 nominiert und bekam den ver.di Medienpreis 2010 verliehen.
Sein Kinodebüt Einsamkeit und Sex und Mitleid wurde 2017 für drei Deutsche Filmpreise sowie den Deutschen Regiepreis nominiert, Lars Montag wurde im Rahmen der Romyverleihung 2018 in der Kategorie Beste Regie Kinofilm ausgezeichnet.
Für seine Netflix-Serie How to Sell Drugs Online (Fast) gewann er 2020 einen Grimme-Preis, die österreichische ROMY, sowie den Deutschen Fernsehpreis.
Für seinen Kinofilm Träume sind wie wilde Tiger (Regie, Co-Autor, Co-Produzent) gewann Lars Montag den Bayerischen Filmpreis 2021, die RAKETE für den "Besten Kinderfilm" beim Kinofest Lünen 2021, sowie den Best Children‘s Film Award 2022 beim 14th Jaipur International Film Festival in Indien. Auf dem Münchner Filmfest 2022, würde der Film mit zwei "WEISSEN ELEFANTEN" dem Kinder-Medien-Preis 2022, für die "Beste Regie" und das "Beste Drehbuch" ausgezeichnet. »Das ist Family Entertainment auf höchstem Niveau mit eigener, phantasievoller Handschrift«, so die Jury " Der Film erhielt beide Preise („BesterFilm, Bester Darsteller“) der Kinderfilmtage 2022. Eine weitere Auszeichnung ist die Nominierung für den Europäischen Filmpreis 2022, für den Young Audience Award.
Montag ist Mitglied im European Cultural Parliament (ECP), in der Deutschen sowie Europäischen Filmakademie und als Gastdozent an der HFF München, der dffb Berlin und der HFF Potsdam tätig.
Am 3. April 2022 wurde Lars Montag in den Vorstand der Deutschen Filmakademie gewählt.

## Filmografie
- 1999: Lenas Land[2] (auch Koautor)
- 1999: Bleib bei uns (auch Koautor)
- 2001: Der Mann, den sie nicht lieben durfte
- 2002: Wen küsst die Braut?
- 2003: Sommernachtstod
- 2003: Küssen verboten, Baggern erlaubt (auch Koautor)
- 2005: Klassenfahrt – Geknutscht wird immer
- 2005: Vollgas – Gebremst wird später
- 2006: Willkommen in Lüsgraf (auch Koautor)
- 2007: 2057 – Update: Die Welt in 50 Jahren
- 2007: Tatort – Sterben für die Erben
- 2007: Nur ein kleines bisschen schwanger (auch Koautor)
- 2009: Tatort – Kassensturz (auch Koautor)
- 2010: Tatort – Hauch des Todes
- 2010: Polizeiruf 110 – Die Lücke, die der Teufel lässt (auch Koautor)
- 2013: Tatort – Melinda (Drehbuch)
- 2013: Heiter bis tödlich: Zwischen den Zeilen (Episoden 5–8)
- 2015: Mord in bester Gesellschaft – Das Scheusal (auch Koautor)
- 2015–2016: Matterns Revier
- 2016: Schutzpatron. Ein Kluftingerkrimi
- 2016: Herzblut. Ein Kluftingerkrimi
- 2017: Einsamkeit und Sex und Mitleid[8] (Regie, Koautor und Koproduzent)
- 2018: St. Josef am Berg
- 2019: How to Sell Drugs Online (Fast)[10] (Regie/Creative Lead bei den Episoden 1–3 & "Executive Producer")
- 2020: Werkstatthelden mit Herz
- 2021: Träume sind wie wilde Tiger
- 2022: Disko Bochum[24] (Creator, Regie)

## Auszeichnungen und Preise
- Lenas Land (1999):
  - Filmhochschulpreis beim Internationalen Festival der Filmhochschulen in München

- Tatort – Kassensturz:
  - Deutscher Fernsehpreis – Nominierung „Bestes Drehbuch“
  - ver.di Medienpreis 2010

- Kinofilm Einsamkeit und Sex und Mitleid:
  - Deutscher Filmpreis – 3 Nominierungen (Bestes Drehbuch, Beste männliche Nebenrolle, Beste weibliche Nebenrolle)
  - Deutscher Regiepreis "Metropolis" (Beste Regie Kino) – Nominierung
  - ROMY – "Beste Regie Kinofilm"[9]

- Netflix-Serie "How to sell drugs online (fast)":
  - Grimme-Preis 2020 in der Kategorie Kinder & Jugend
  - Romy 2020 in der Kategorie Beste TV-Serie
  - Deutscher Fernsehpreis 2020 in der Kategorie Beste Comedy-Serie

- Kinofilm Träume sind wie wilde Tiger:
  - Bayrischer Filmpreis 2021[14]
  - Best Children’s Film Award 2022 - 14th Jaipur International Film Festival (Indien) – JIFF 2022[16]
  - Europäischer Filmpreis 2022 "Young Audience Award"- Nominierung[19]
  - RAKETE "Bester Kinderfilm" – Kinofest Lünen 2021[15]
  - Kinder-Medien-Preis "Weißer Elefant 2022" für "Beste Regie" und "Bestes Drehbuch" auf dem Münchner Filmfest[17]
  - EMMI "Bester Film" der Kinderfilmtage 2022[18]
  - EMO "Bester Darsteller" Kinderfilmtage 2022[18]
  - Giffoni Int. Film Festival 2021 (Italien)[25]
  - CINEKID Int. Filmfestival 2021 (Amsterdam)[26]
  - Filmfest Hamburg 2021[27]
  - Cinemagic Belfast 2021[26]